# Sparisoma axillare
Sparisoma axillare är en fiskart som först beskrevs av Franz Steindachner 1878.
Sparisoma axillare ingår i släktet Sparisoma och familjen Scaridae. IUCN kategoriserar arten globalt som otillräckligt studerad. Inga underarter finns listade i Catalogue of Life.